# Hutteen SC
Der Hutteen SC ist ein Sportverein in Latakia in Syrien. Die Herren-Fußballmannschaft spielt aktuell in der höchsten Liga des Landes, der syrischen Profiliga. Seine Heimspiele trägt der 1945 gegründete Verein im Al Bassel-Stadion aus. Der größte Erfolg des Vereins war der Gewinn des syrischen Pokals 2001. Zweimal wurde die Mannschaft Vizemeister: 1995/96, 1999/00. Die Saison 2007/08 beendete man auf dem 8. Tabellenplatz.

## Vereinserfolge

### National
- Syrischer Vizemeister: 1996, 2000[1]

- Syrischer Pokalsieger: 2001
- Syrischer Pokalfinalist: 1993, 1995, 1999, 2021